# Geir Hallgrímsson
Geir Hallgrímsson, född 16 december 1925, död 1 september 1990, var en isländsk politiker som var landets statsminister från 28 augusti 1974 till 1 september 1978.
Geir var Reykjaviks borgmästare från 1957 till 1972. Han satt i Alltinget efter Bjarni Benediktssons död 1970 och fram till 1983. Han var dessutom landets utrikesminister från 1983 till 1986.